# Topla (Słowenia)
Topla – wieś w Słowenii, gmina Črna na Koroškem. 1 stycznia 2017 liczyła 38 mieszkańców.